# Општина Комана (Констанца)
Комана (рум. Comana) општина је у Румунији у округу Констанца.
Oпштина се налази на надморској висини од 102 m.